# Prostomis lawrencei
Prostomis lawrencei es una especie de coleóptero de la familia Prostomidae.

## Distribución geográfica
Habita en Irian Jaya  y Papúa Nueva Guinea.